# Япаров, Инбер Мухаметович
Япаров Инбер Мухаметович (20 сентября 1950 год) — ученый-географ, учитель высшей школы. Кандидат географических наук (1990), доцент (1994).

## Биография
Инбер Мухаметович Япаров родился 20 сентября 1950 года в БАССР Дуванского района в деревне Кадырово. После восьми лет школы в Кадырово в 1969 году окончил с отличием Месягутовское педагогическое училище.
Год спустя он был призван в ряды Советской Армии. В 1974 году окончил Башкирский государственный университет.
Закончил аспирантуру и в 1978 году защитил диссертацию на степень кандидата географических наук в г. Воронеже.
С 1982 года работал ассистентом, старшим преподавателем, доцентом кафедры физической географии и гидрологии, физической гидрографии, краеведения и туризма Башкирского государственного университета. 
С 2007 года — декан географического факультета. Преподаваемые дисциплины:.
- «Физическая география России»,
- «Изучение ландшафта»,
- «Современные проблемы географии»,
- «Динамика и функционирование ландшафтов»,
- «Физико-географический закон земли»,
- «Введение в географию»

## Научная деятельность
Научная деятельность Япарова И. М.
Инбер Мухаметович преподает в университете 35 лет. Проработал на кафедре физической географии 30 лет. В 1951 году защитила кандидатскую диссертацию. Так же Инбер Япаров автор около 50 научных работ.
И. М. Япаров внес весомый вклад в подготовку географов высшей квалификации, под его руководством подготовлены и защищены пять кандилатских диссертаций.
Инбер Япаров представил научные труды о природных объектах, памятниках материальной культуры, в основе его лежало изучение  загадок и легенд башкирского народа.
Инбер Мухаметович принимает активное участие в общественных работах. Он читал лекции на темы географии и геологии Башкортостана в городах и селах, часто публиковал свои статьи в газетах и журналах.
Член Научно-редакционного совета и редакционной коллегии научного издательства "Башкирская энциклопедия" (председатель — И. М. Ильясов).

## Публикации
- Типология и генезис суходольных лугово-пастбищных ландшафтов Западной Башкирии: диссертация на соискание ученой степени кандидата географических наук: 11.00.01 / Ташкент гос. ун-т им. В. И. Ленина. - Воронеж, 1988. — 276 с.: ил. Физическая география, геофизика и геохимия ландшафтов OD 61 90-11/83

## Почетные звания
- Почетная грамота Республики Башкортостан (2009)[1]